# Zina Kocher
Zina Kocher, född 5 december 1982 i Red Deer, Alberta, är en kanadensisk före detta skidskytt.